# La Laupie
La Laupie este o comună în departamentul Drôme din sud-estul Franței. În 2009 avea o populație de 668 de locuitori.

## Evoluția populației
| An        | 1975 | 1982 | 1990 | 1999 | 2006 | 2009 |
| --------- | ---- | ---- | ---- | ---- | ---- | ---- |
| Populație | 374  | 550  | 529  | 588  | 647  | 668  |